# Südkoreanische Badmintonmeisterschaft 2000
Die Südkoreanische Badmintonmeisterschaft 2000 fand vom 5. bis zum 8. Dezember 2000 in Incheon statt. Es war die 43. Auflage der Titelkämpfe.

## Austragungsort
- Incheon Indoor Gymnasium

## Medaillengewinner
| Disziplin    | Gold                        | Silber                     | Bronze                      |
| ------------ | --------------------------- | -------------------------- | --------------------------- |
| Herreneinzel | Lee Hyun-il                 | Kim Hak-kyun               | Park Tae-sang               |
| Herreneinzel | Lee Hyun-il                 | Kim Hak-kyun               | Shon Seung-mo               |
| Dameneinzel  | Lee Kyung-won               | Kim Ji-hyun                | Ra Kyung-min                |
| Dameneinzel  | Lee Kyung-won               | Kim Ji-hyun                | Choi Ma-ree                 |
| Herrendoppel | Yoo Yong-sung Ha Tae-kwon   | Lee Dong-soo Kim Dong-moon | Kim Yong-hyun Yim Bang-eun  |
| Herrendoppel | Yoo Yong-sung Ha Tae-kwon   | Lee Dong-soo Kim Dong-moon | Lee Jae-jin Jung Jae-sung   |
| Damendoppel  | Kim Kyeung-ran Ra Kyung-min | Shin Jae-eun Cha Yoon-sook | Chung Jae-hee Lee Kyung-won |
| Damendoppel  | Kim Kyeung-ran Ra Kyung-min | Shin Jae-eun Cha Yoon-sook | Yim Kyung-jin Lee Hyo-jung  |
| Mixed        | Kim Dong-moon Yim Kyung-jin | Ha Tae-kwon Chung Jae-hee  | Lee Dong-soo Lee Hyo-jung   |
| Mixed        | Kim Dong-moon Yim Kyung-jin | Ha Tae-kwon Chung Jae-hee  | Choi Min-ho Choi Young-ah   |